# Augochloropsis taurifrons
Augochloropsis taurifrons är en biart som först beskrevs av Joseph Vachal 1903.  Augochloropsis taurifrons ingår i släktet Augochloropsis och familjen vägbin. Inga underarter finns listade.